# Джон Шлезинджър
Джон Шлезинджър, CBE (на английски: John Schlesinger) е английски режисьор от еврейски произход. 

## Биография
Шлезинджър е роден на 16 февруари 1926 година и е израснал в Хампстед, Лондон в еврейско семейство.  Той е най-голямото от пет деца  на изтъкнатия  педиатър и лекар, образован в Кеймбридж Бърнард Едуард Шлезинджър (1896–1984), OBE , FRCP, който също е служил в медицинския корпус на Кралската армия като бригадир,  и съпругата му Уинифред Хенриета, дъщеря на Херман Регенсбург, борсов посредник от Франкфурт.  Тя напуска училище на 14, за да учи в Музикалния колеж Тринити, а по-късно учи езици в Оксфордския университет в продължение на три години.  Бащата на Бърнард Шлезингър, Ричард е борсов брокер, и е дошъл в Англия през 1880 г. от Франкфурт. 
След училище „Сейнт Едмънд“, Хиндхед и „Упингам скул“ (където е бил и баща му),  Шлезинджър се записва в британската армия по време на Втората световна война. Докато служи в кралските инженери, той прави филми на фронтовата линия на войната. Той също така забавлява колегите си, като изпълнява магически трикове.  След обиколката си, той продължава да прави късометражни филми и да участва в сценични продукции, докато учи в „Бейлиъл Колидж“, Оксфорд, където участва в Драматичното дружество на Оксфордския университет. 

### Кариера
От 1952 г. поставя късометражни документални филми. През 1960 г. режисира документалния филм „Terminus“. Изследва сблъсъка на самотния човек с обкръжаващия го свят – „Начин да се обичаме“ (1962 г.), „Били Лъжеца“ (1963 г.), „Скъпа моя“ (1965 г.). На тази тема е посветен и най-добрият му филм „Среднощен каубой“ (1969 г., „Оскар“). Шлезинджър режисира „Денят на скакалеца“ (1975 г.), „Далеч от безумната тълпа“ (1967 г.), „Неделя, проклета неделя“ (1971 г.), „Маратонецът“ (новела от филма „През погледа на осемте“, 1972 г.), „Маратонецът“ (1976 г.), „Янки“ (1979 г.), „Хофманови приказки“ (1981 г.), „Кошмарната автострада“ (1983 г.), „Мадам Сузацка“ (1988 г.), „Къща в хубав квартал“ (1990 г.), „И небето затихна …“ (1993 г.), „Невинният“ (1993 г.), „Око за око“ (1995 г.), „Почти идеално“ (2000 г.)
През 1991 г. Шлезинджър се завръща за кратко към актьорството, изобразявайки гей героя „Дерек“ в телевизионната адаптация на „Изгубеният език на жеравите“ за Би Би Си. Самият Шлезинджър излезе по време на правенето на „Среднощен каубой“. 
Джон Шлезинджър е назначен за командир на Ордена на Британската империя (CBE), награден за рождения му ден през 1970 г. за заслуги в киното.  Поддържа апартамент в Лондон и къща в Палм Спрингс, Калифорния.  Шлезинджър има Златна палмова звезда на Алеята на звездите в Палм Спрингс, посветена на него през 2003 г. 

### Смърт
Джон Шлезинджър претърпява четворен сърдечен байпас през 1998 г., преди да получи инсулт на Нова година през 2001 г.  На 24 юли 2003 г. той е свален от апарата за животоподдържане в „Desert Regional Medical Center“ в Палм Спрингс и почива рано на следващия ден на 77-годишна възраст.
Той е погребан от фотографът Майкъл Чайлдърс, неговият интимен партньор, с когото е във връзка над 30 години. Панихида е отслужена на 30 септември 2003 г.

## Филмография
| Година | Филм                     | Оригинално заглавие        | Бележки        |
| ------ | ------------------------ | -------------------------- | -------------- |
| 1962   | Начин да се обичаме      | A Kind of Loving           | „Златна мечка“ |
| 1963   | Били лъжеца              | Billy Liar                 |                |
| 1965   | Скъпа моя                | Darling                    |                |
| 1967   | Далеч от безумната тълпа | Far From the Madding Crowd |                |
| 1969   | Среднощен каубой         | Midnight Cowboy            |                |
| 1971   | Неделя, проклета неделя  | Sunday Bloody Sunday       |                |
| 1975   | Денят на скакалеца       | The Day of the Locust      |                |
| 1976   | Маратонецът              | Marathon Man               |                |
| 1979   | Янки                     | Yanks                      |                |
| 1981   | Кошмарната автострада    | Honky Tonk Freeway         |                |
| 1982   | Привилегирован           | Privileged                 |                |
| 1985   | Соколът и снежния човек  | The Falcon and the Snowman |                |
| 1987   | Вярващите                | The Believers              |                |
| 1988   | Мадам Сузацка            | Madame Sousatzka           |                |
| 1990   | Пасифик Хайтс            | Pacific Heights            |                |
| 1993   | Невинният                | The Innocent               |                |
| 1996   | Око за око               | Eye for an Eye             |                |
| 2000   | Почти идеално            | The Next Best Thing        |                |